# Itingen
Itingen (schweizerdeutsch Ütige) ist eine politische Gemeinde im Bezirk Sissach des Kantons Basel-Landschaft in der Schweiz.
Das T-förmig angelegte Bauerndorf zeigt Wohn- und Nutzbauten des 16. bis 19. Jahrhunderts, die traufständig aneinander gereiht sind. Der mittelalterliche Dorfkern wurde 1986 ins Inventar der schützenswerten Ortsbilder der Schweiz aufgenommen.
Itingen ist nicht zu verwechseln mit Ittingen im Kanton Thurgau, siehe Kartause Ittingen, bzw. mit Ittigen im Kanton Bern.

## Geographie

Historisches Luftbild von Werner Friedli von 1949

Die Gemeinde Itingen liegt am Südufer der Ergolz auf halbem Wege zwischen Liestal und Sissach.
Die Gemeinde Itingen grenzt im Norden und Osten an Sissach, im Süden an Zunzgen, im Südwesten an Ramlinsburg und im Westen an Lausen.

## Geschichte
Die erste urkundliche Erwähnung von Itingen datiert aus dem Jahre 1226 als Utingen. Bis ins 15. Jahrhundert gehörte das Dorf den Herren von Eptingen. 1467 wurde es von Hans Münch von Gachnang an die Stadt Basel verkauft. Der Dorfkern hielt sich bis in die 1930er-Jahre. Mit dem Errichten einer SBB-Haltestelle im Jahr 1925 begann sich die Ortschaft jedoch zu entwickeln.

## Verkehr
Itingen verfügt über eine Station an der Hauensteinstrecke der SBB von Basel nach Olten, die im Halbstundentakt durch die Linie S3 der Basler S-Bahn bedient wird. Morgens und abends halten zusätzliche S-Bahnen, dann verkehren die Züge im Viertelstundentakt.
Die Gemeinde hat einen eigenen Anschluss an den Autobahnzubringer zur A2 Basel–Luzern.

## Politik
Die Gemeindeversammlung stellt die Legislative, der Gemeinderat die Exekutive. Der Gemeinderat setzt sich aus fünf parteilosen Mitgliedern zusammen und wird für vier Jahre gewählt. Aktuell hat Martin Mundwiler das Amt des Gemeindepräsidenten inne, die Amtszeit endet am 30. Juni 2028.
Bei den Schweizer Parlamentswahlen 2023 betrugen die Wähleranteile in Itingen: SVP 32,3 % (2019 32,3 %), SP 21,1 % (21,1 %), FDP 15,5 % (19,7 %), Grüne 13,0 % (21,2 %), Mitte 7,0 % (5,6 %), glp 6,1 % (5,5 %), EVP 3,3 % (3,4 %), EDU 0,7 % (–).

## Wirtschaft
Im 18. und 19. Jahrhundert stellten die Posamterei und die Landwirtschaft die Hauptindustriezweige dar. Mittlerweile bieten die 33 im Firmenverzeichnis eingetragenen Unternehmen aus den Bereichen Pharma, Gesundheit und Technologie Arbeitsplätze für rund 2000 Mitarbeitende.

## Persönlichkeiten
- Johannes Meyer (* 9. Oktober 1801 in Itingen; † 13. Juli 1877 in Liestal), Politiker, Mitgründer verschiedener Unternehmen
- Walter Meyer (* 24. Juli 1837 in Bubendorf; † 13. November 1901 in Liestal), Landwirt und Nationalrat
- Johann Jakob Schaub (* 21. Dezember 1828 in Itingen; † 18. August 1910 in Gelterkinden), Lehrer und Heimatkundler

## Bilder

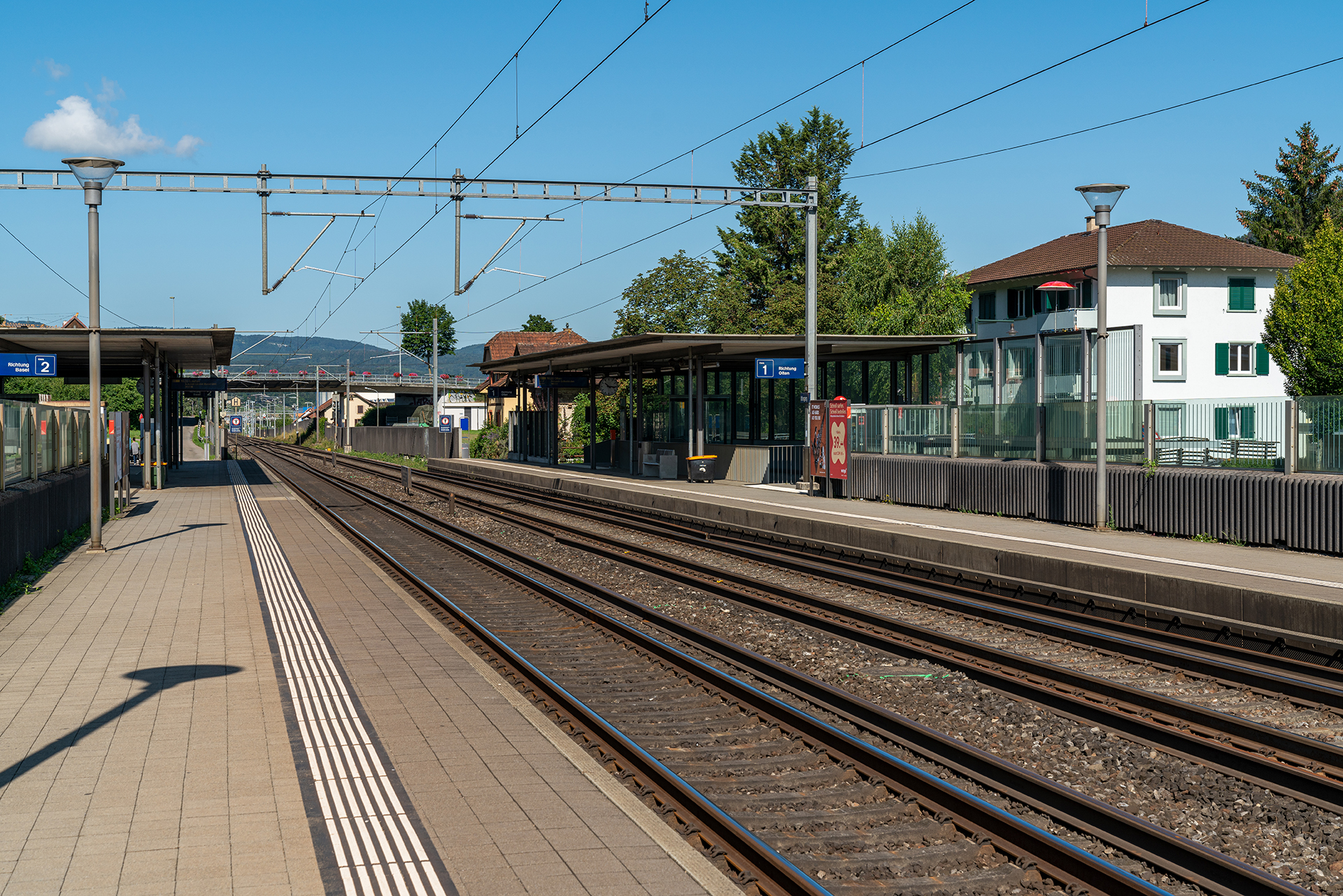
Bahnhof SBB
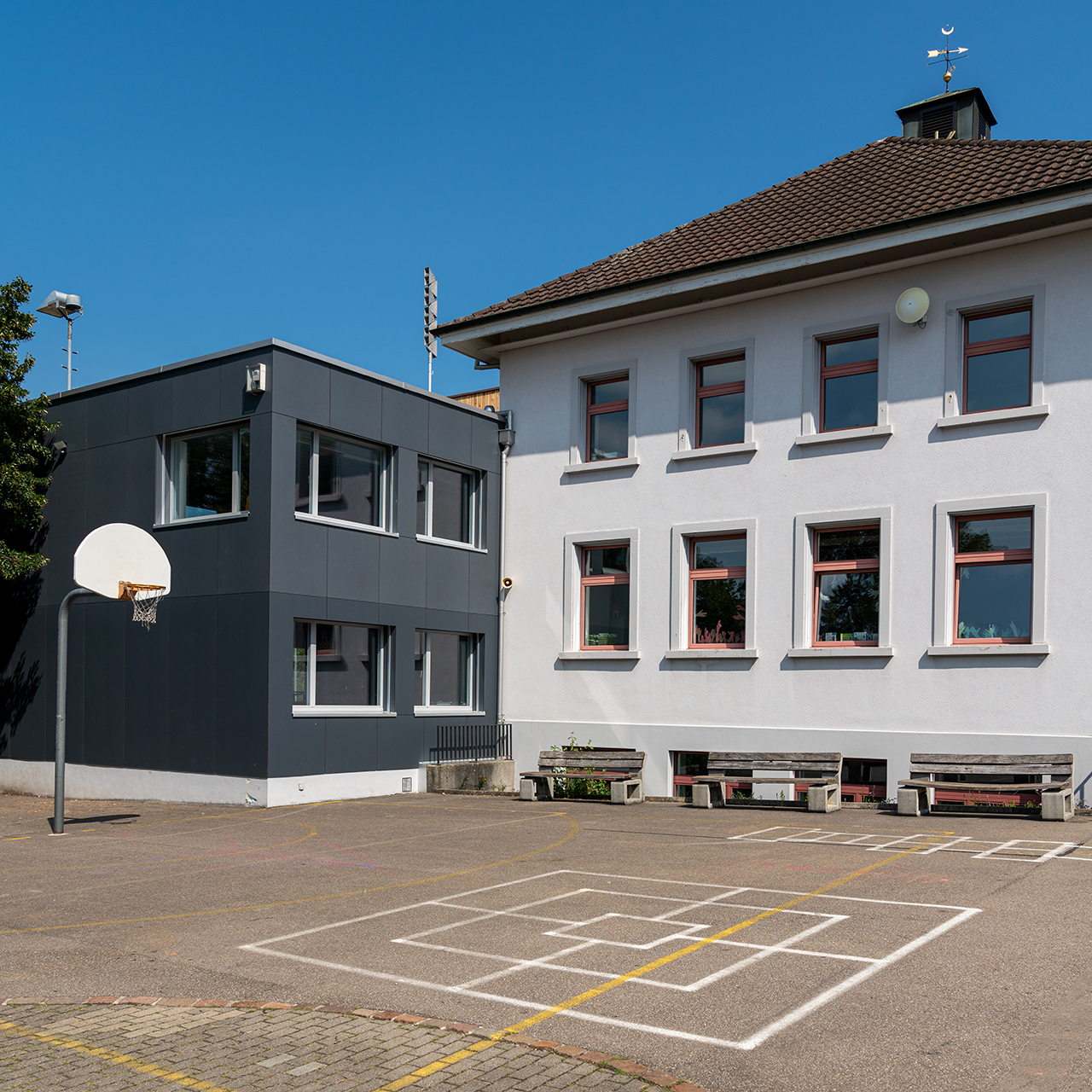
Primarschulhaus
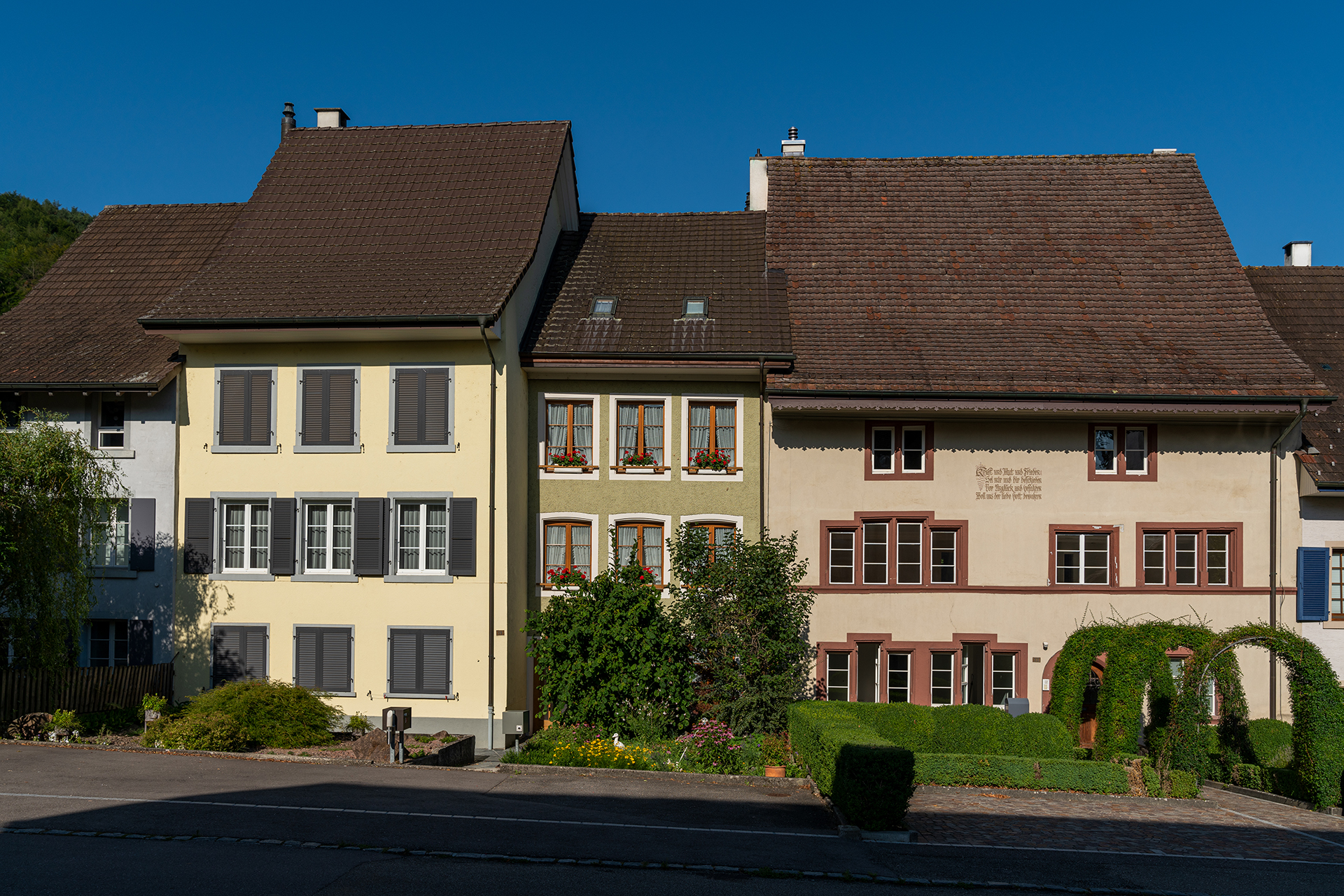
Dorfstrasse
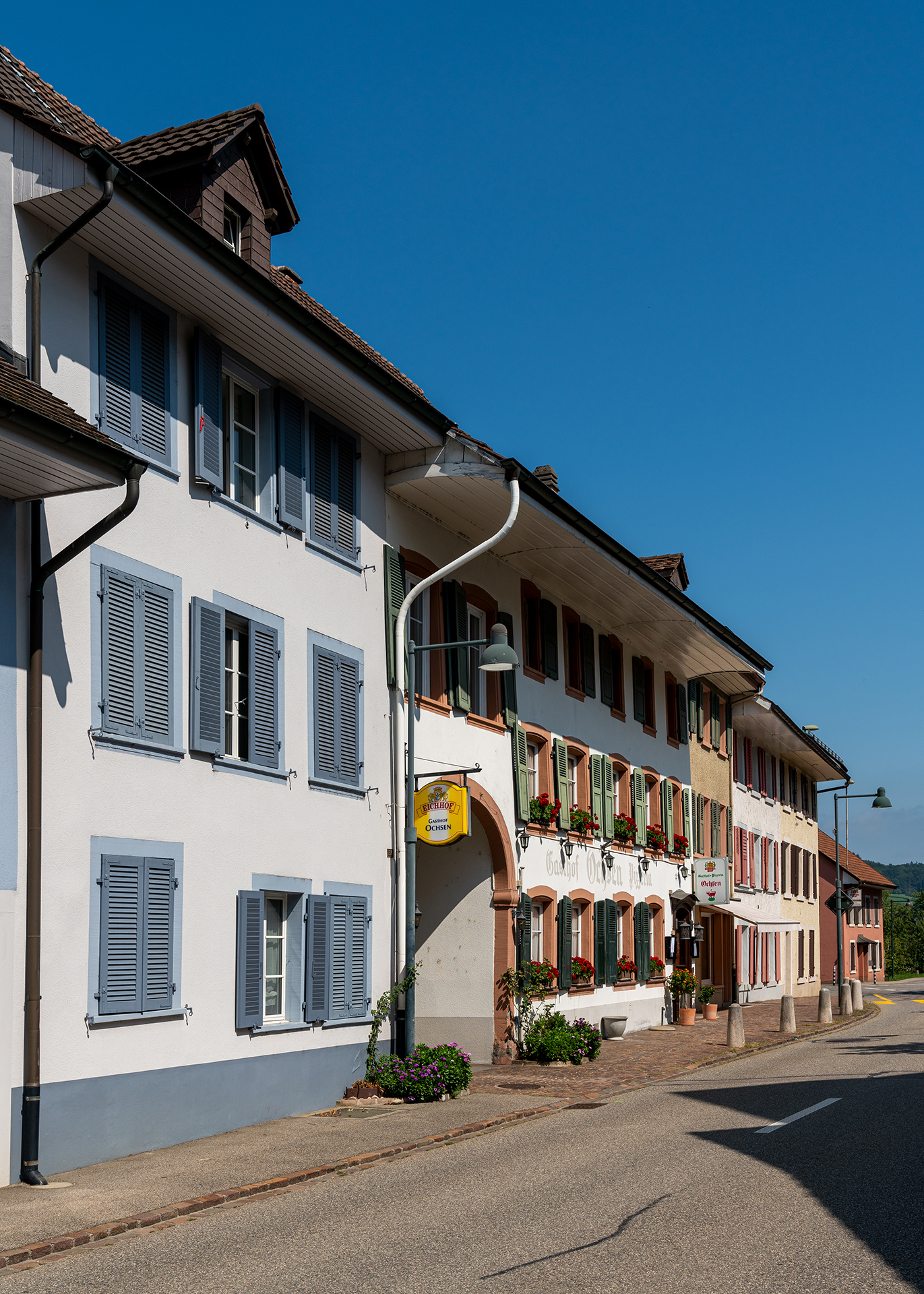
Landstrasse beim Dorfkern
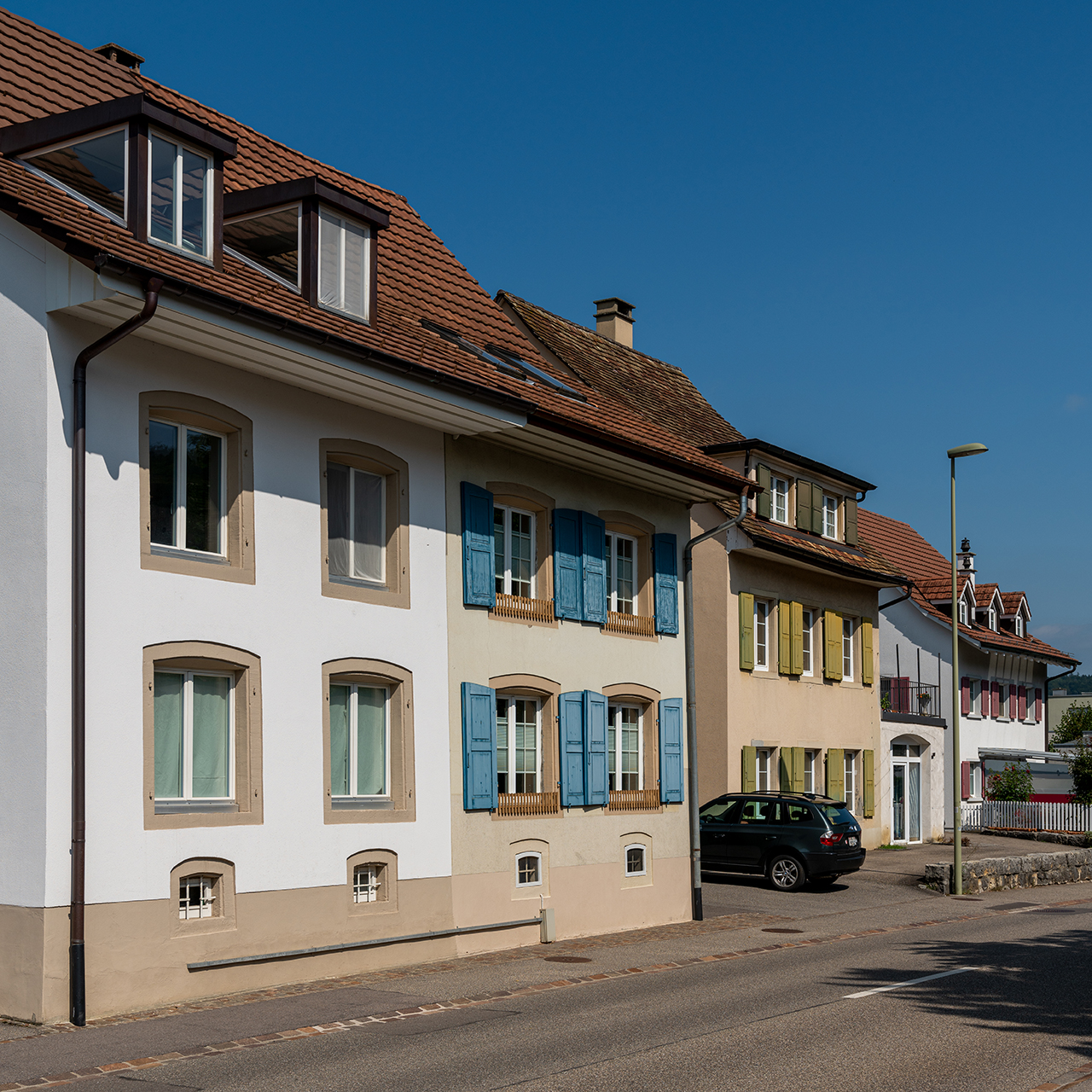
Landstrasse
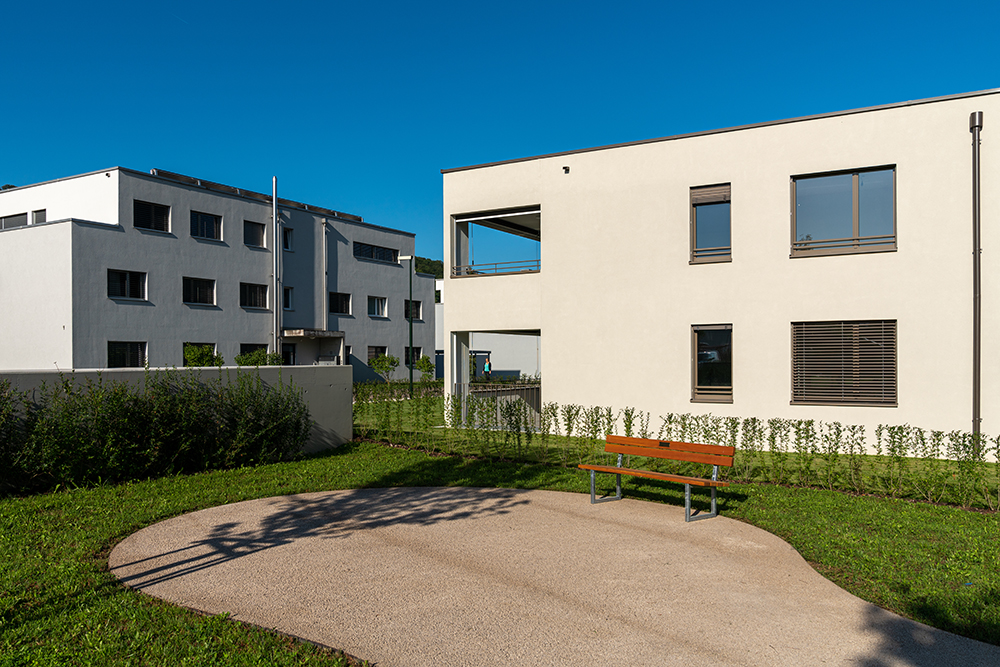
Wohnsiedlung, Fliederweg
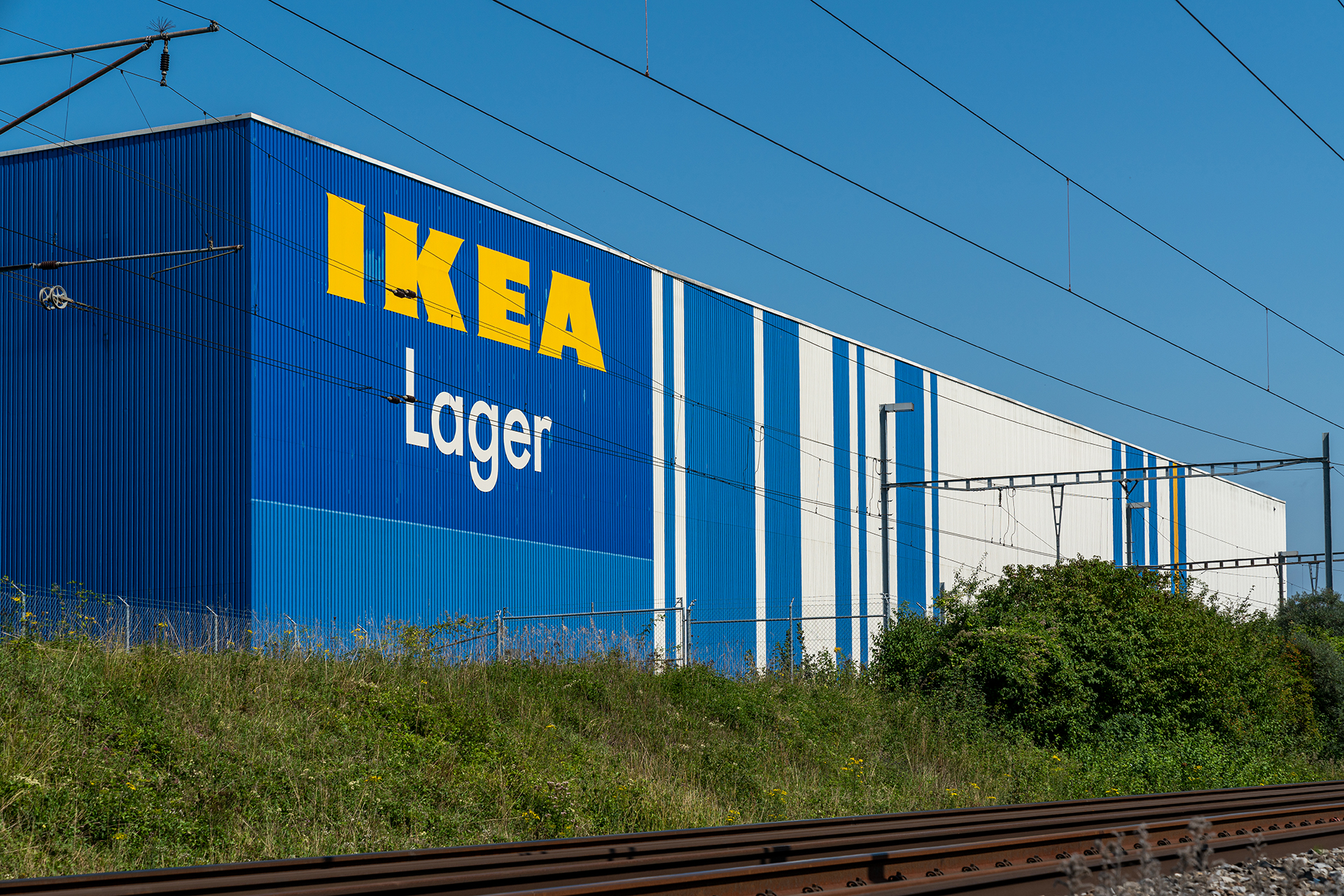
Lagerhalle der IKEA